# Elecciones municipales de 2023 en La Rioja
Las elecciones municipales de 2023 en La Rioja se celebraron el 28 de mayo, junto con las del Parlamento de La Rioja. Hubo en todos los municipios Riojanos, a diferencia de las pasadas elecciones de 2019, en estas el Partido Popular consiguió darle la vuelta a los resultados saliendo estos con la mayoría de las concejalías y alcaldías.

## Candidaturas
Hubo un total de 35 candidaturas distintas para los 174 municipios que conforman la comunidad autónoma de La Rioja.
De ellos, 6 no consiguieron ningún concejal: Escaños en Blanco (481 votos), Avanza Lardero (AVALAR, 230), Nájera, Capital del Reino (NCR, 120 votos), Candidatura Independiente de Cabretón y Valverde (CA-VAL, 72 votos), Rasillo y Transparencia (RASTRA, 25 votos) y Unión de Ciudadanos Independientes (UCIN, 24 votos).
La mayor novedad fue el nuevo partido político Por la Rioja (PLRI), liderado por el exsenador y diputado autonómico por el Partido Popular (PP) Alberto Bretón, nutrido para estos comicios de miembros descontentos del Partido Riojano (PR+) por la coalición con la España Vaciada y miembros descontentos del PP de La Rioja por la nueva designación de Gonzalo Capellán como cabeza de lista a las generales de 2023. El nuevo partido obtuvo 52 concejales, siendo el tercer partido por número de concejales y votos a una distancia considerable de PP y PSOE.
Por su parte, el Partido Riojano en coalición con España Vaciada (PR+E) obtuvo casi los mismos votos que el PRLI, 6297 frente a 6362, pero mucho más repartidos, obteniendo apenas 16 concejalías en comparación a las 43 obtenidas por el PR+ en solitario en 2019.
Otra gran disminución de concejalías fue la sufrida por Ciudadanos, que pasó de las 26 obtenidas en 2019 a una única concejalía en Haro, algo previsto por el empeoramiento de los resultados nacionales de la marca y por la salida de muchos de sus anteriores concejales como Maite González, concejala en Lardero que se presentó bajo siglas propias (Avanza Lardero, AVALAR), no obteniendo los suficientes votos para alcanzar la concejalía.
La tercera novedad en el campo regionalista fue el partido Vinea, presentado en siete localidades y en las elecciones al Parlamento consiguiendo amasar en las municipales un total de 1432 votos que se tradujeron en 4 concejalías.

## Resultados Electorales

### Resultados globales
| Elecciones municipales de 2023 en La Rioja |         |           |        |            |
| Participación                              | 171.418 | 2,22%     | 72,24% | 1.810      |
| Abstenciones                               | 65.867  | 2,22%     | 27,75% | -          |
| Voto en blanco                             | 2.738   | 0,54%     | 1,62%  | -          |
| Votos nulos                                | 3.352   | 0,56%     | 1,95%  | -          |
| Partido                                    | Votos   | Variación | %      | Concejales |
| PP                                         | 74.877  | +22       | 44,55% | 537        |
| PSOE                                       | 54.543  | -38       | 32,45% | 341        |
| PLRi                                       | 6.358   | Nuevo     | 3,78%  | 51         |
| PR+E                                       | 6.297   | -27       | 3,75%  | 16         |
| IU-Podemos                                 | 7.481   | -5        | 4,41%  | 11         |
| VOX                                        | 9.321   | +9        | 5,55%  | 10         |
| Vinea                                      | 1.391   | Nuevo     | 0,83%  | 4          |
| CS                                         | 1.531   | -24       | 0,91%  | 1          |

### Resultados en las cabezas de los partidos judiciales
En la siguiente tabla se muestran los resultados electorales de los municipios de Logroño, Calahorra y Haro
| +/–          | Alcalde y gobierno municipal electo | Alcalde y gobierno municipal electo                                            | Alcalde y gobierno municipal electo | Alcalde y gobierno municipal electo | Alcalde y gobierno municipal electo | Alcalde y gobierno municipal electo | Alcalde y gobierno municipal electo | Alcalde y gobierno municipal electo                                      |
| ------------ | ----------------------------------- | ------------------------------------------------------------------------------ | ----------------------------------- | ----------------------------------- | ----------------------------------- | ----------------------------------- | ----------------------------------- | ------------------------------------------------------------------------ |
|              | Logroño 27 concejales               | - Alcalde: Pablo Hermoso de Mendoza González (PSOE) - Gobierno municipal: PSOE | PP                                  | 33.831                              | 43,72                               | 14                                  | 5                                   | - Alcaldesa: Conrado Escobar Las Heras (PP) - Gobierno municipal: PP     |
| PSOE         | Logroño 27 concejales               | - Alcalde: Pablo Hermoso de Mendoza González (PSOE) - Gobierno municipal: PSOE | 24.067                              | 31,1                                | 9                                   | 2                                   |                                     | - Alcaldesa: Conrado Escobar Las Heras (PP) - Gobierno municipal: PP     |
| VOX          | Logroño 27 concejales               | - Alcalde: Pablo Hermoso de Mendoza González (PSOE) - Gobierno municipal: PSOE | 6.005                               | 7,76                                | 2                                   | 2                                   |                                     | - Alcaldesa: Conrado Escobar Las Heras (PP) - Gobierno municipal: PP     |
| PODEMOS-I.U. | Logroño 27 concejales               | - Alcalde: Pablo Hermoso de Mendoza González (PSOE) - Gobierno municipal: PSOE | 3.954                               | 5,11                                | 1                                   | Nuevo                               |                                     | - Alcaldesa: Conrado Escobar Las Heras (PP) - Gobierno municipal: PP     |
| PR+E         | Logroño 27 concejales               | - Alcalde: Pablo Hermoso de Mendoza González (PSOE) - Gobierno municipal: PSOE | 3.937                               | 5,08                                | 1                                   | Nuevo                               |                                     | - Alcaldesa: Conrado Escobar Las Heras (PP) - Gobierno municipal: PP     |
| PLRi         | Logroño 27 concejales               | - Alcalde: Pablo Hermoso de Mendoza González (PSOE) - Gobierno municipal: PSOE | 2.399                               | 3,1                                 | 0                                   | Nuevo                               |                                     | - Alcaldesa: Conrado Escobar Las Heras (PP) - Gobierno municipal: PP     |
|              | Calahorra 21 concejales             | - Alcalde: Elisa Garrido (PSOE) - Gobierno municipal: PSOE                     | PP                                  | 5.134                               | 45,36                               | 10                                  | 4                                   | - Alcalde: Monica Mercedes Arceiz Martínez (PP) - Gobierno municipal: PP |
| PSOE         | Calahorra 21 concejales             | - Alcalde: Elisa Garrido (PSOE) - Gobierno municipal: PSOE                     | 3.815                               | 33,71                               | 8                                   | 2                                   |                                     | - Alcalde: Monica Mercedes Arceiz Martínez (PP) - Gobierno municipal: PP |
| VOX          | Calahorra 21 concejales             | - Alcalde: Elisa Garrido (PSOE) - Gobierno municipal: PSOE                     | 965                                 | 8,52                                | 2                                   | 1                                   |                                     | - Alcalde: Monica Mercedes Arceiz Martínez (PP) - Gobierno municipal: PP |
| I.U.         | Calahorra 21 concejales             | - Alcalde: Elisa Garrido (PSOE) - Gobierno municipal: PSOE                     | 601                                 | 5,31                                | 1                                   | 0                                   |                                     | - Alcalde: Monica Mercedes Arceiz Martínez (PP) - Gobierno municipal: PP |
| CS           | Calahorra 21 concejales             | - Alcalde: Elisa Garrido (PSOE) - Gobierno municipal: PSOE                     | 205                                 | 1,81                                | 0                                   | 3                                   |                                     | - Alcalde: Monica Mercedes Arceiz Martínez (PP) - Gobierno municipal: PP |
| VINEA        | Calahorra 21 concejales             | - Alcalde: Elisa Garrido (PSOE) - Gobierno municipal: PSOE                     | 203                                 | 1,79                                | 0                                   | Nuevo                               |                                     | - Alcalde: Monica Mercedes Arceiz Martínez (PP) - Gobierno municipal: PP |
|              | Haro 17 concejales                  | - Alcalde: Laura Rivado Casas (PSOE) - Gobierno municipal: PSOE                | PP                                  | 2.050                               | 35,03                               | 7                                   | 1                                   | - Alcalde: Guadalupe Fernández Prado (PP) - Gobierno municipal: PP       |
| PSOE         | Haro 17 concejales                  | - Alcalde: Laura Rivado Casas (PSOE) - Gobierno municipal: PSOE                | 1.619                               | 27,67                               | 5                                   | 2                                   |                                     | - Alcalde: Guadalupe Fernández Prado (PP) - Gobierno municipal: PP       |
| PLRi         | Haro 17 concejales                  | - Alcalde: Laura Rivado Casas (PSOE) - Gobierno municipal: PSOE                | 541                                 | 9,24                                | 2                                   | Nuevo                               |                                     | - Alcalde: Guadalupe Fernández Prado (PP) - Gobierno municipal: PP       |
| CS           | Haro 17 concejales                  | - Alcalde: Laura Rivado Casas (PSOE) - Gobierno municipal: PSOE                | 411                                 | 7,02                                | 1                                   | 1                                   |                                     | - Alcalde: Guadalupe Fernández Prado (PP) - Gobierno municipal: PP       |
| VINEA        | Haro 17 concejales                  | - Alcalde: Laura Rivado Casas (PSOE) - Gobierno municipal: PSOE                | 361                                 | 6,16                                | 1                                   | Nuevo                               |                                     | - Alcalde: Guadalupe Fernández Prado (PP) - Gobierno municipal: PP       |
| VOX          | Haro 17 concejales                  | - Alcalde: Laura Rivado Casas (PSOE) - Gobierno municipal: PSOE                | 321                                 | 5,48                                | 1                                   | Nuevo                               |                                     | - Alcalde: Guadalupe Fernández Prado (PP) - Gobierno municipal: PP       |
| PODEMOS-I.U. | Haro 17 concejales                  | - Alcalde: Laura Rivado Casas (PSOE) - Gobierno municipal: PSOE                | 257                                 | 4,39                                | 0                                   | Nuevo                               |                                     | - Alcalde: Guadalupe Fernández Prado (PP) - Gobierno municipal: PP       |